# Case Balocchi
Case Balocchi è un borgo (e frazione) situato nel comune di Villa Minozzo, all'incrocio della strada che da Governara, passando per le frazioni di Castiglione e Case Stantini, porta da una parte a Febbio, e dall'altra a Cervarolo e poi Civago. Da Case Balocchi è possibile osservare di fronte il Monte Penna.

## Storia
È probabile che il nome derivi dal termine, Bellovacco, il cui significato in epoca romana era : abitante della Gallia Belgica. Alcuni di questi Galli si stabilirono nei pressi degli accampamenti romani che si trovavano in Castiglione: da cui Case-Bellovaci, Casebellocci, Case Balocchi. Nel XIV secolo è citata come domus de Balochis in una vertenza tra la famiglia Dallo e i Fogliani.

## Territorio
Il paese è sempre stato in prevalenza dedito alla pastorizia. Segale e grano marzuolo erano le piantagioni più in uso nel tempo, per l'abbondanza del frutto e per questo si producevano con la segale, i coprisedie, le basti per asini, muli e cavalli. Fu il paese che ha visto alternarsi generazioni di fabbri ferrai e di maniscalchi, della cui arte rimangono ancora alcuni mantici e un tornio ad arco. Si narra anche dell'esistenza di un artigiano del legno e pittore che riproduceva alcuni momenti di vita della valle. Percorrendo il borgo si possono ammirare due portali in arenaria, la fontana pubblica con vicino una maestà.